# Green (Kansas)
Green è una città degli Stati Uniti d'America della contea di Clay nello Stato del Kansas.